# 4862 Локі
4862 Локі (4862 Loke) — астероїд головного поясу, відкритий 30 вересня 1987 року.
Тіссеранів параметр щодо Юпітера — 3,223.
Названий на честь бога бешкетування, жартів та обману скандинавської міфології Локі.